# Bulonga
Bulonga is een geslacht van vlinders van de familie spanners (Geometridae), uit de onderfamilie Ennominae.

## Soorten
- B. distans Warren, 1896
- B. fulvocapitata Snellen, 1877
- B. griseosericea Pagenstecher, 1886
- B. phillipsi Prout, 1930
- B. schistacearia Walker, 1859
- B. trilineata Bastelberger, 1905